# Vitrollula
Vitrollula is een geslacht van sponsdieren uit de klasse van de Hexactinellida.

## Soort
- Vitrollula fertilis Ijima, 1898